# Édson Cariús
José Edson Barros da Silva, mais conhecido como Edson Cariús, (Cariús, 12 de outubro de 1988) é um futebolista brasileiro que atua como atacante. Atualmente, joga pelo Manauara.
É primo do futebolista Igor Cariús.

## Carreira
Filho de agricultores, ajudou o pai na lavoura e sonhava em ser jogador. Começou nas quadras, mas depois foi para o futebol de campo, onde jogou em times da cidade natal, treinou na base do Icasa, mas não se consolidou. Para complementar a renda vendeu motos em Cariús.
Em 2012, chegou ao Iguatu, onde fez parte do elenco para a disputa da terceira divisão do estadual e conquistou o acesso à segunda divisão. Foi no time que se tornou Edson Cariús.
Entre 2017 e 2018, atuou pelo Floresta, onde marcou 11 gols em 25 jogos e conquistou a Taça Fares Lopes e Taça dos Campeões.
No dia 9 de abril de 2018, foi contratado pelo Ferroviário para a disputa da Série D, após ter disputado o Campeonato Cearense pelo Floresta onde finalizou a competição como vice-artilheiro, com nove gols marcados.
Pelo Ferroviário, disputou a Série D de 2018, onde sagrou-se artilheiro e campeão da competição. Terminou o ano no top-5 de artilheiros do Brasil com 25 gols marcados. Em 2019, foi artilheiro do Campeonato Cearense sendo artilheiro com 10 gols.  
Após o fim da Série C, assinou no dia 03 de setembro um pré-contrato com o Fortaleza até o fim de 2021. Na negociação, Cariús foi emprestado ao CRB até o fim de 2019. Pelo clube alagoano, disputou a Série B, onde marcou 2 gols em 12 jogos. 
Pelo Fortaleza conquistou o título do Campeonato Cearense de 2020.
Em novembro de 2020, foi contratado por empréstimo até junho de 2021 pelo Al Jabalain, da Arábia Saudita. Marcou seu primeiro gol pelo clube em 17 de novembro, na vitória sobre o Al Taee, por 3 a 1.
Não se adaptou ao país, voltou ao Brasil e foi emprestado ao Remo em fevereiro de 2021.
Na temporada 2022, defendendo o Ferroviário, conquistou a artilharia do Cearense.
Em setembro de 2022, retornou ao Floresta, com contrato válido até o fim de 2023.
Em dezembro de 2022, acertou com a Portuguesa, do Rio de Janeiro, até 10 de abril de 2023. No Campeonato Carioca de 2023, marcou 2 gols.
Ainda em 2023, atuou pelo Tacuary do Paraguai, onde fez três gols pela Copa Sul-Americana e um na Liga Nacional, em 17 jogos.
Chegou ao Botafogo-SP em 19 de julho de 2023. Em novembro do mesmo ano, deixou o Botafogo-SP e fechou com Ypiranga-RS. Em 19 jogos na Série B, fez um gol e deu duas assistências.
Em 2025 passou por três clubes, o Linense, o Londrina e o Manauara. 

## Títulos
Iguatu
- Campeonato Cearense - Terceira Divisão: 2012

Ferroviário
- Campeonato Brasileiro de Futebol - Série D: 2018[23]
- Copa Fares Lopes: 2018

Fortaleza
- Campeonato Cearense: 2020

### Artilharia
- Campeonato Brasileiro Série D - 2018[24] (11 gols)
- Campeonato Cearense: Campeonato Cearense de 2019 (10 gols)
- Campeonato Cearense: Campeonato Cearense de 2022 (9 gols)